# Данијела Стојановић
Данијела Стојановић (Ниш, 27. април 1970) српска и  руска је глумица.

## Биографија
Радила је у Народном позоришту у Суботици и Београду. Од 2000. године живи у Санкт Петербургу.
Александар Бабицкиј свој текст о глумици је насловио: „Данијела Стојановић, најбољи српски увоз.”

## Филмографија
| Улоге Данијеле Стојановић |                   |               |                           |          |
| Година                    | Српски назив      | Изворни назив | Улога                     | Напомена |
| 2002                      |                   |               |                           |          |
| 2004                      |                   |               | Весна Бреговић            |          |
| 2004                      | Лавиринт разума   |               | Лена                      |          |
| 2004                      |                   |               | Олга                      |          |
| 2004                      |                   |               |                           |          |
| 2007                      | Лавиринт разума 2 |               |                           |          |
| 2008                      |                   |               | Катја                     |          |
| 2009                      |                   |               | Ксенија Герстељ           |          |
| 2010                      |                   |               | Вера Григоревна Николаева |          |
| 2010                      |                   |               | Лиза Зарецкая             |          |
| 2011                      |                   |               | Ана                       |          |
| 2011                      |                   |               | Вероника Митровић         |          |